# کالج ایالتی جانسون
کالج ایالتی جانسون (به انگلیسی: Johnson State College) یک کالج کوچک عمومی است که در سال ۱۸۲۸ توسط «جان چسمور» در ایالت «ورمانت» تأسیس گردید. کالج یکی از پنج کالج دولتی در سیستم آموزشی ایالت ورمانت می‌باشد. وسعت کالج در حدود ۳۵۰ هکتار است.